# Astri Ekengren-Larsson
Astri Cecilia Ingeborg Ekengren-Larsson, född 7 juni 1898 i Överselö socken i Södermanland, död 26 april 1990 i Vittsjö, var en svensk bildkonstnär och silversmed.
Hon var dotter till köpmannen Carl Ekengren och Johanna Svensson samt från 1926 gift med ingenjör Erik Larsson (1883–1948).
Ekengren-Larsson studerade för silversmeden Märta af Ekenstam i Malmö. Hon var verksam i sin egen konsthantverksateljé i Eskilstuna 1919–1926. Under åren 1926–1928 var hon bosatt i Moskva och passade då på att studera konsthantverket på Moskva museer. Hon var privatelev för Hugo Carlberg i Lund 1934–1938 samt studier vid Skånska målarskolan 1940. Hon ställde ut separat ett flertal gånger på olika platser i landet och medverkade i utställningar med Östgöta konstförening. Hennes konst består av stilleben, porträtt, gatubilder och  framför allt landskapsbilder. Hon bodde och arbetade större delen av livet i Vittsjö i Skåne.